# Богдашин, Владимир Иванович
Владимир Иванович Богдашин (14 марта 1952, Пугачёв, Саратовская область — 22 июля 2021, Москва) — советский и российский военачальник, контр-адмирал (13.12.2000), Заслуженный специалист Вооружённых Сил СССР (1991).
Командир сторожевого корабля «Беззаветный» Краснознамённого Черноморского флота ВМФ СССР, осуществившего 12 февраля 1988 года навал на крейсер Шестого флота ВМС США «Йорктаун» при вытеснении группы американских боевых кораблей из территориальных вод СССР.

## Биография

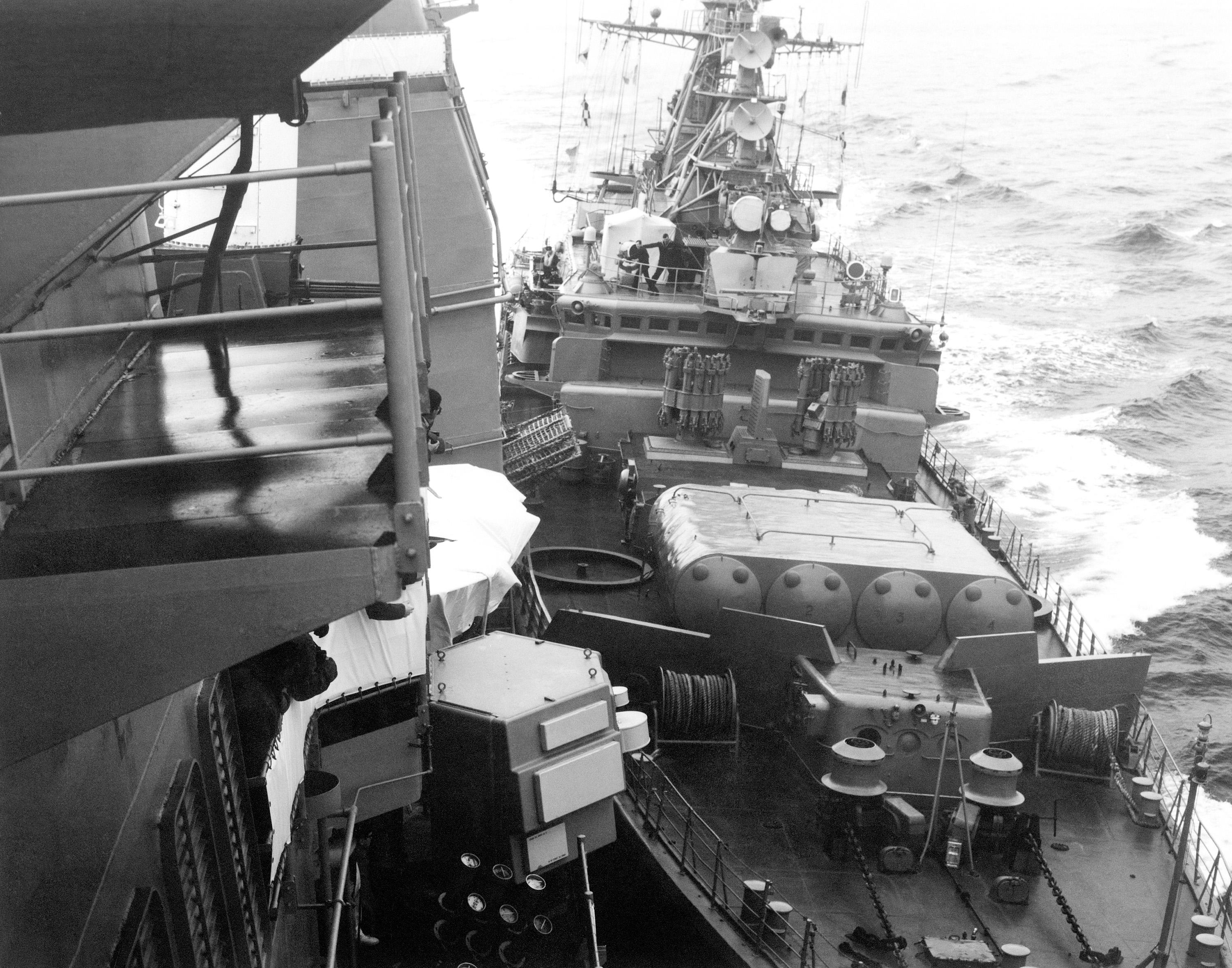
Навал СКР «Беззаветный» на крейсер «Йорктаун», 12 февраля 1988 года

Родился в 14 марта 1952 года в городе Пугачёв Саратовской области. В 1953 году семья переехала в станицу Тацинская Ростовской области. В 1969 году окончил среднюю школу № 2 посёлка Быстрогорский.
В 1969 году поступил в Черноморское высшее военно-морское училище имени П. С. Нахимова. В 1974 году, по окончании училища проходил военную службу на кораблях Черноморского флота: командиром зенитно-ракетной батареи, помощником командира большого противолодочного корабля «Николаев»; командиром боевой части сторожевого корабля «Беззаветный»; на большом противолодочном корабле «Решительный».
С 1983 по 1988 год — командир сторожевого корабля «Беззаветный». В 1988 году СКР «Беззаветный» под командованием капитана 2 ранга Богдашина вытеснил отряд боевых кораблей США из советских территориальных вод, дважды совершив навал на американский крейсер УРО «Yorktown». Таким образом, Богдашин безогневым боем отразил вторжение корабля ВМС США в территориальные воды СССР.
Делегат XIX конференции КПСС (1988).
В 1990 году окончил Военно-морскую академию имени Адмирала Флота Советского Союза Н. Г. Кузнецова.
С 1990 по 1991 год проходил службу на противолодочном крейсере «Ленинград». С сентября 1991 года по май 1996 года — командир противолодочного крейсера «Москва», c апреля 1996 по февраль 1998 года — командир ракетного крейсера «Москва». С 1998 по 1999 год — заместитель командира 30-й дивизии противолодочных кораблей Черноморского флота (Севастополь). Участник нескольких дальних походов на надводных кораблях.
С 1999 по 2007 год — заместитель начальника Центрального командного пункта Военно-морского флота Российской Федерации по боевому управлению.
В 2007 году уволен в запас.
В 2007—2009 годах — заместитель генерального директора управляющей компании «Газпромсервис». С 2010 по 2011 год — первый заместитель главы управы района Чертаново Центральное ЮАО г. Москвы. С августа 2011 года и до конца жизни — генеральный директор Учебно-исследовательского центра Московской федерации профсоюзов.
Скончался 22 июля 2021 года на 70-м году жизни от последствий коронавирусной инфекции. Похоронен с воинскими почестями на Аллее адмиралов на Троекуровском кладбище в Москве.

## Награды
- Орден Красной Звезды (1989) — «за освоение новой техники»[3][6];
- Медаль «За боевые заслуги»;
- Заслуженный специалист Вооружённых Сил СССР (1991);
- Медали СССР;
- Медали РФ;
- Почётный гражданин Тацинского района Ростовской области[7].

## Семья
Жена Ольга Леонидовна Богдашина. Сын Дмитрий — военный врач. Служил начмедом на подводных лодках и в госпиталях. Ныне работает в Военно-медицинской академии имени С. М. Кирова. Дочь Дарья (род. 1996), окончила финансово-экономический университет.

## Память
В память о В. И. Богдашине по месту его последней работы — в учебном центре московских профсоюзов — в 2022 году была открыта памятная доска.